# Камерна симфонія №3 (Станкович)
Камерна симфонія № 3 — симфонія для оркестру, написана у 1982р. українським композитором Є.Ф. Станковичем. У 1985 році Міжнародною трибуною композиторів при ЮНЕСКО була визнана однією з десяти кращих симфоній за цей рік. 

## Симфонічний жанр в українській музиці
Симфонічний жанр за своїм визначенням є великим твором для оркестру, і він довгий час приваблював таких видатних майстрів, як В. Сильвестров (у його доробку 7 симфоній, твори для голосу або інструменту та симфонічного оркестру), Є. Станкович (6 симфоній, 10 камерних симфоній, симфоні- єта, інструментальні концерти, інші оркестрові твори), Л. Колодуб (10 симфоній, 10 інструментальних концертів, оркестрові). Проте через велику затратність і трудомісткість, в українській симфонічній музиці 1990—2000-х така форма  почала втрачати свою популярність. Це можна пояснити також, за словами Олени Берегової, відчуттям "вичерпаності класичної циклічної моделі симфонії та необхідності її кардинального оновлення". 
Прагнення композиторів знайти альтернативу традиційним стереотипним моделям жанру симфонії приводять їх до створення нових різновидів жанру: «симфоній для...», симфоній малих форм. Характерним для багатьох композиторів стає звернення до жанру камерної симфонії (Є. Станкович, А. Караманов, В. Губаренко, І. Щербаков, Г. Гаври- лець, В. Рунчак, В. Зубицький, Б. Кривопуст, Є. Оркін та ін.).

## Композиторська техніка
Оркестровий стиль Є. Станковича поєднує в собі різноманітні композиторські техніки.  Композитор тяжіє до епіко-філософських широкомасштабних симфонічних полотен з насиченою музичною драматургією, і, водночас, до щемких ліричних висловлювань, поетичних сповідей-монологів, роздумів про людину та її місце у світі.  Прикметною рисою стилю Є. Станковича також є органічне введення фольклорних знаків. В оркестрову партитуру вводив: старовинні народні інструменти, голоси природи, галас і гомін народних гулянь.

## Концепція твору
Конфліктну   концепцію   твору   можна   окреслити   як протиставлення   Людини   та   стрімкого   вихору   життя,   яке   нищить   її індивідуальність  та духовну  цінність.  Не  випадково  симфонія написана  для  соло флейти – символ самотнього, зболеного і наче згубленого у світі людського голосу, та дванадцяти струнних, що відтворюють невпинне і безперервний життєвий коловорот.